# 赵伯仁
赵伯仁（1935年10月21日—2023年1月17日），湖南湘潭人，中国当代建筑教育家、岭南建筑家、华南理工大学建筑学院教授兼研究生导师。曾任深圳大剧院设计顾问、广州歌剧院建筑设计竞赛技术评审委员组组长。
赵伯仁长期从事建筑设计研究与实践，其中在多个建筑项目中屡获殊荣。当中包括“暨南大学华侨医院门诊大楼”获广东省建筑设计优秀二等奖，“广州黄花岗剧院”设计获1988年省优秀建筑二等奖，“南海华侨宾馆”和“广州湖天宾馆”等建筑设计获广东省优秀设计奖。
同时，他还参与了多个事业单位的建筑设计项目。例如广东韶关剧院、广州黄埔区经委办公大楼、海南华侨宾馆、广州六中敬师斋等优秀建筑作品。

## 生平
赵伯仁1954年9月至1960年5月就读于华南工学院建筑学专业，毕业后留校任教，1988年6月晋升教授，1999年5月退休。在华南理工大学工作40年的时间内，他主讲建筑设计、建筑构造、影剧院设计原理、影剧院及规划课程设计等课程。
2023年1月17日16时50分，因病在广州逝世，享年87岁。

## 学术研究
除了建筑方面的建术，赵伯仁还致力于岭南学派的传承和发扬。自改革开放以来，他与岭南学派的前辈泰斗及同时代翘楚一道，对岭南学派的内涵与外延进行了广泛的讨论，为构建岭南学派并展现华南建筑风采作出了十分重要的贡献。

## 著作
《剧场建筑设计》

## 评价
华南理工大学在讣告中评价他教学经验丰富，教学效果好，桃李满天下，为建筑方面培养出了许多杰出人才，在担任研究生导师期间，注重研究与实践的结合，令许多培养的学生已成为所在企业的领军人物和技术带头人。他还致力于华南建筑学科的发展，为学科建设和学院发展贡献了毕生的精力；除此之外他还关心学生成长，为学生事业发展出谋划策，深受广大师生的尊敬和爱戴。
华南理工大学建筑学院则评价，赵伯仁教授一生淡泊名利，严于律己，宽以待人，是该院全体师生的楷模。学院在讣告中写到，“他的逝世使我们失去了一位良师益友，我们对此表示沉痛的哀悼！”